# Quique Gavilán
Quique Gavilán (en inglés Henery Hawk) es un personaje de la serie animada Looney Tunes, de la compañía Warner Brothers.
Quique es una cría de gavilán pollero con ínfulas de gran cazador de gallinas que habita un árbol en las cercanías de la granja donde viven el Gallo Claudio y el Perro George. Viene a ser un tercer personaje que tanto el Gallo Claudio como el Perro George, usan para jugarse bromas el uno al otro. 
Por lo general, la historia comienza con que Quique se dirige a la granja para llevarse una rica gallina para almorzársela, pero el perro George lo incita a que se lleve al gallo Claudio para que se lo almuerce. Entonces comienza una serie de desenfrenadas venganzas de Claudio hacia George y viceversa, usando a Quique como vehículo de sus intrigas.
Muchas veces Quique se sale con la suya y secuestra a Claudio o George para almorzárselos. Hay un episodio en el que aparece el Gato Silvestre junto a estos personajes, y al final resulta secuestrado por Quique Gavilán tras una broma del Gallo Claudio. No en todas las caricaturas del gallo Claudio y del perro George aparece Quique Gavilán. En su primera aparición en el corto The Squakin Hawk de 1942, Quique cansado de comer gusanos, Quique quiere pollo para la cena, pero su madre lo detiene a cada paso con un gusano, que no quiere que se lo coman. Esto hace que lo castiguen y se vaya a la cama sin cenar.
Las frases más famosas de Quique Gavilán son "Eres una gallina y vas a tener que venir conmigo" y "Soy un gavilán pollero y ando en busca de gallinas".
En las historietas de la Editorial Novaro, Quique corre sus aventuras con su amigo Olaf, un polluelo de búho que lleva gafas, como su madre.
- Datos: Q3295439